# Schemasymbol

NPN-Transistor

Schemasymboler är ett piktogram som används för att representera olika elektriska och elektroniska komponenter som till exempel ledare, batterier, motstånd, och transistorer i en ritning av elektriska eller elektroniska kretsar. Dessa symboler kan beroende på kvarstående traditioner variera från land till land, men är numera till största delen internationellt standardiserat. En del symboler som till exempel vakuumrör blev i princip utdöd när nyare teknologi utvecklades.
Elektronikschema kan ritas med EDA-programvara som till exempel KiCad.

## Standardisering
Standardisering sker inom organisationerna IEC, DIN, ANSI, IEEE och NEMA.

## Galleri med vanliga elektroniska symboler

Diod
Lysdiod
NPN-Transistor
Batterier, singelcell, multicell
Kondensator
Variabel kondensator
Vakuumtubstriod
Vakuumtubspentod
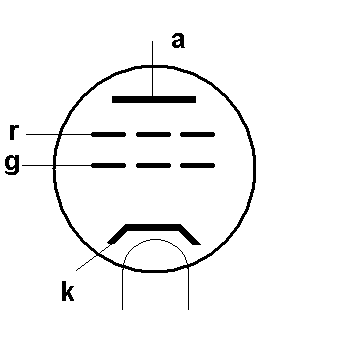
Vakuumtubstetrod